# Creighton Abrams
Creighton Williams Abrams junior (15. září 1914, Springfield, Spojené státy americké – 4. září 1974, Washington, D.C., Spojené státy americké) byl americký generál, který velel ve vietnamské válce – ve Vietnamu řídil vojenské operace v letech 1968–1972. Během jeho působení v čele amerických jednotek ve Vietnamu byla snížena síla amerického vojska na vietnamském území z vrcholných 543 000 na 49 000. V roce 1972 se stal náčelníkem štábu Armády Spojených států amerických a působil v této funkci až do své smrti v září 1974 v důsledku komplikací po operaci plic (jako těžký kuřák trpěl rakovinou plic). Byl po něm pojmenován americký tank používaný v současnosti (M1 Abrams).